# 阿尤布·汗
穆罕默德·阿尤布·汗（1907年5月14日—1974年4月19日），巴基斯坦普什圖族軍事強人，獨裁者，第二任巴基斯坦總統。早年留學英國並成為印度陸軍高級軍官的他始終致力巴基斯坦脫離英属印度獨立，並且巴基斯坦建國後的1958年至1969年間統治巴基斯坦。
因為他對鄰國印度的強硬作風，讓他頗受巴基斯坦國內人民的擁戴，不過也因與印度的交惡，在他任內，南亞始終呈現緊張的態勢。1965年，第二次印巴战争爆發。
1962年中印邊界戰爭後，他促使巴基斯坦加強和中國的關係，成為中國在當時少數的堅定盟友。
1969年，被政變推翻；3月25日陆军总司令叶海亚·汗接替阿尤布·汗任军法首席执行官，3月31日就任总统。